# Бобслей на зимових Олімпійських іграх 1976
Змагання з бобслею на зимових Олімпійських іграх 1976 тривали з 6 до 14 лютого на трасі санно-бобслейного центру в Інсбруку (Австрія). Розіграно 2 комплекти нагород.

## Чемпіони та призери

### Таблиця медалей
| Місце              | Країна             | Золото | Срібло | Бронза | Загалом |
| ------------------ | ------------------ | ------ | ------ | ------ | ------- |
| 1                  | НДР                | 1      | 1      | 2      | 4       |
| 2                  | Швейцарія          | 1      | 1      | 0      | 2       |
| Загалом (2 збірні) | Загалом (2 збірні) | 2      | 2      | 2      | 6       |

### Види програми
| Дисципліна          | Золото                                                                      | Золото  | Срібло                                                             | Срібло  | Бронза                                                                   | Бронза  |
| ------------------- | --------------------------------------------------------------------------- | ------- | ------------------------------------------------------------------ | ------- | ------------------------------------------------------------------------ | ------- |
| Двійки (чоловіки)   | НДР (GDR-2) Майнгард Немер Бернгард Ґермесгаузен                            | 3:44.42 | ФРН (FRG-1) Вольфґанґ Ціммерер Манфред Шуман                       | 3:44.99 | Швейцарія (SUI-1) Еріх Шерер Йозеф Бенц                                  | 3:45.70 |
| Четвірки (чоловіки) | НДР (GDR-1) Майнгард Немер Йохен Бабок Бернгард Ґермесгаузен Бернгард Леман | 3:40.43 | Швейцарія (SUI-2) Еріх Шерер Ульріх Бехлі Рудольф Марті Йозеф Бенц | 3:40.89 | ФРН (FRG-1) Вольфґанґ Ціммерер Петер Уцшнайдер Бодо Бітнер Манфред Шуман | 3:41.37 |

## Країни-учасниці
У змаганнях з бобслею на Олімпійських іграх в Інсбруку взяли участь спортсмени 13-ти країн. Східна Німеччина дебютувала в цьому виді програми.
- Австрія (10)
- Канада (9)
- Франція (5)
- Західна Німеччина (8)
- Велика Британія (8)
- НДР (8)
- Італія (9)
- Японія (4)
- Румунія (8)
- Швейцарія (8)
- Швеція (4)
- Чехословаччина (2)
- США (9)